# Papagaio Ravachol
O papagaio Ravachol (América, c. 1890 — Pontevedra, 26 de janeiro de 1913) foi um papagaio que viveu com o farmacêutico Perfecto Feijoo. Tornou-se um dos símbolos da cidade.
O enterro do papagaio Ravachol é comemorado todos os anos durante o carnaval da cidade de Pontevedra.

## Origem do nome
Não há indícios de que o papagaio tivesse um nome específico durante os seus primeiros meses em Pontevedra, mas antes de passar um ano desde a sua chegada à cidade, todos os vizinhos o conheciam pelo nome de um famoso revolucionário francês. François Ravachol era um anarquista que, além de ser um desordeiro, era conhecido pelos seus ataques terroristas com dinamite.
Foi o próprio dono, Don Perfecto Feijoo que deu ao papagaio o nome de Ravachol, devido ao seu carácter indisciplinado e indomável.

## História

### O dono
O farmacêutico de Pontevedra Perfecto Feijoo (1858-1935) formou-se na Universidade de Santiago de Compostela. Desde 1880 dirigia a farmácia localizada na Praça da Peregrina, junto à Igreja da Virgem Peregrina, na esquina da Rua Oliva. Tinha um carácter agradável e amigável e reunia a nata da sociedade de Pontevedra na sua farmácia. Personalidades da política, das artes e das ciências vinham à sua farmácia para participar nas reuniões mais animadas. Foi sem dúvida uma das personalidades mais carismáticas da Galiza daquela época.

### Origens do papagaio
Em 1702, a frota espanhola, juntamente com a frota francesa, tentou desembarcar mercadorias trazidas da América. Os navios foram atacados pela frota anglo-holandesa, o que levou à Batalha de Rande. Entre os bens provenientes do novo continente encontrava-se uma carga de pássaros exóticos. Após o afundamento dos navios, um grande número de papagaios conseguiu sobreviver. Espalharam-se e foram capturados pelos aldeões.

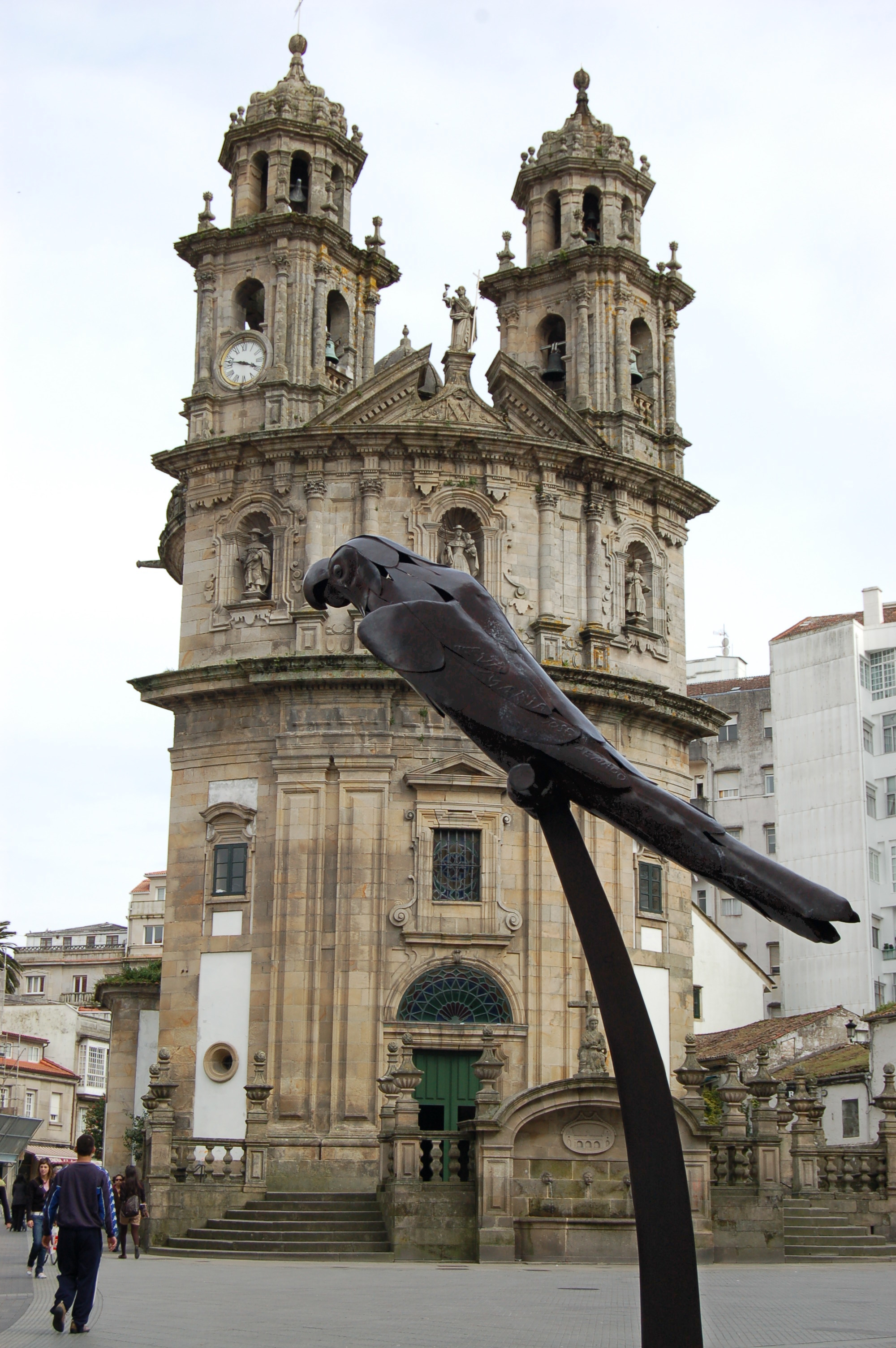
Ravachol em frente à igreja da Virgem Peregrina

A data de nascimento do Papagaio Ravachol é desconhecida, mas foi em 1891 que Martin Fayes, um professor de música e director da banda militar de Tui, amigo de D. Perfecto, lho deu. O jovem papagaio ficaria em Pontevedra durante 22 anos.

### Chegada a Pontevedra do Papagaio Ravachol
Demorou algum tempo para o papagaio se adaptar ao seu novo lar, mas logo mostrou a sua natureza irrequieta e irreverente. A sua capacidade de falar misturava-se a um vocabulário vulgar, dito ter vindo dos soldados do quartel onde o seu antigo dono Martin Fayes trabalhava. Dependendo da época do ano e da hora do dia, a gaiola do papagaio ficava na farmácia, no fundo da farmácia ou fora da farmácia ao lado de um banco de pedra. Era neste último local que o papagaio se sentia mais confortável a desfrutar da animação dos transeuntes.

### Morte e enterro
A 26 de janeiro de 1913, o papagaio morreu. Diz-se que a causa de sua morte foi o consumo excessivo de bolachas embebidas em vinho ou envenenamento. A sociedade de Pontevedra mergulhou num triste sentimento de luto e organizou-se para se despedir da referência mais emblemática da cidade. O corpo foi embalsamado e exposto na farmácia.
A Sociedade de Artesãos organizou o funeral e instalou uma câmara mortuária na farmácia. Marcaram a data do funeral para 5 de fevereiro de 1913. Pessoas famosas de Pontevedra participaram no funeral, que foi uma despedida ao amado papagaio Ravachol. Os restos mortais do papagaio foram enterrados na quinta que D. Perfecto possuía em Mourente.

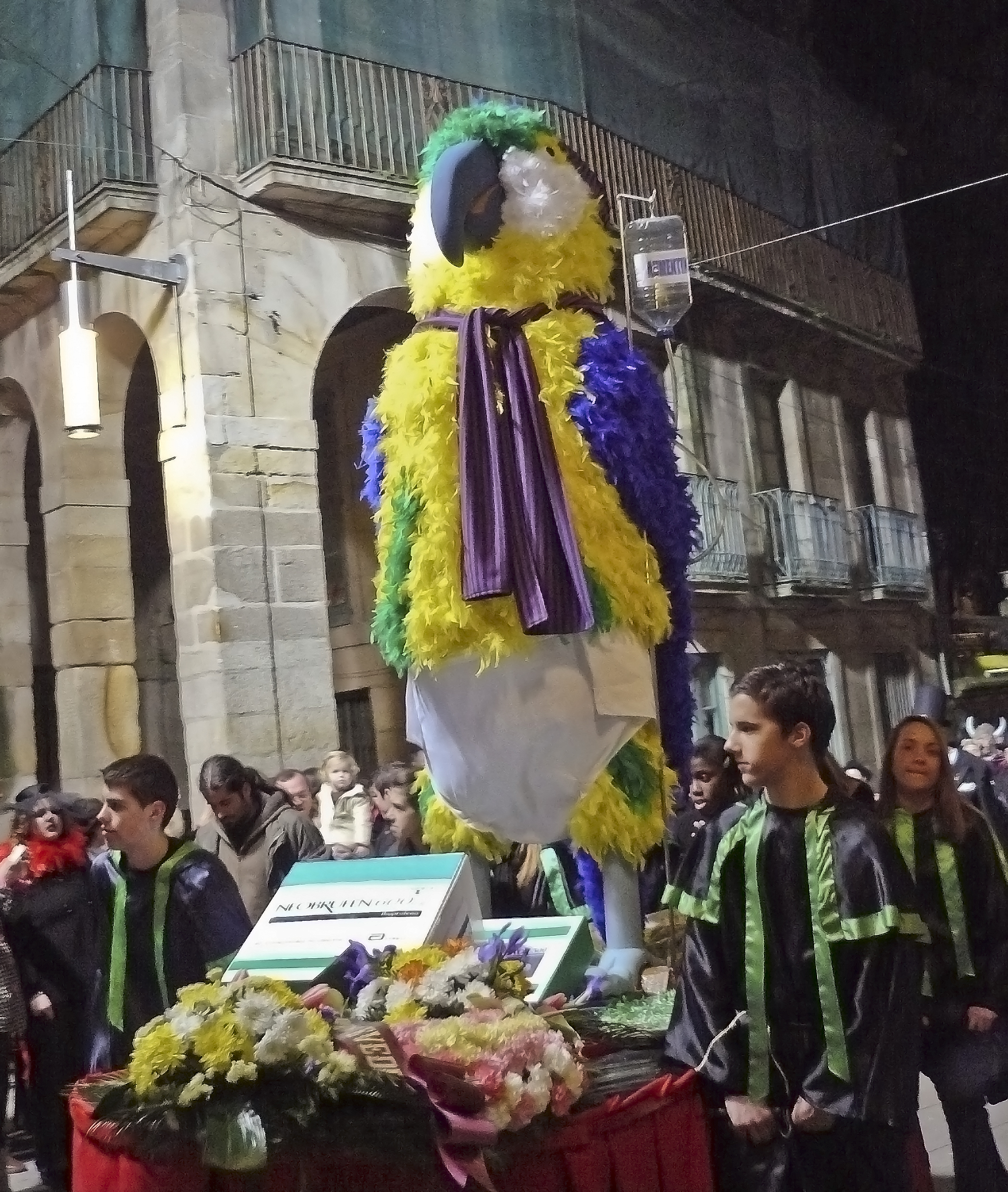
Procissão ao funeral do papagaio Ravachol em 2008.

## Descrição

### Personalidade
O temperamento do papagaio era muito peculiar, a sua verbosidade e facilidade de expressão tornavam-no uma atracção singular. Muitos clientes davam doces ao papagaio, pois aqueles que não o faziam recebiam uma boa reprimenda de Ravachol.

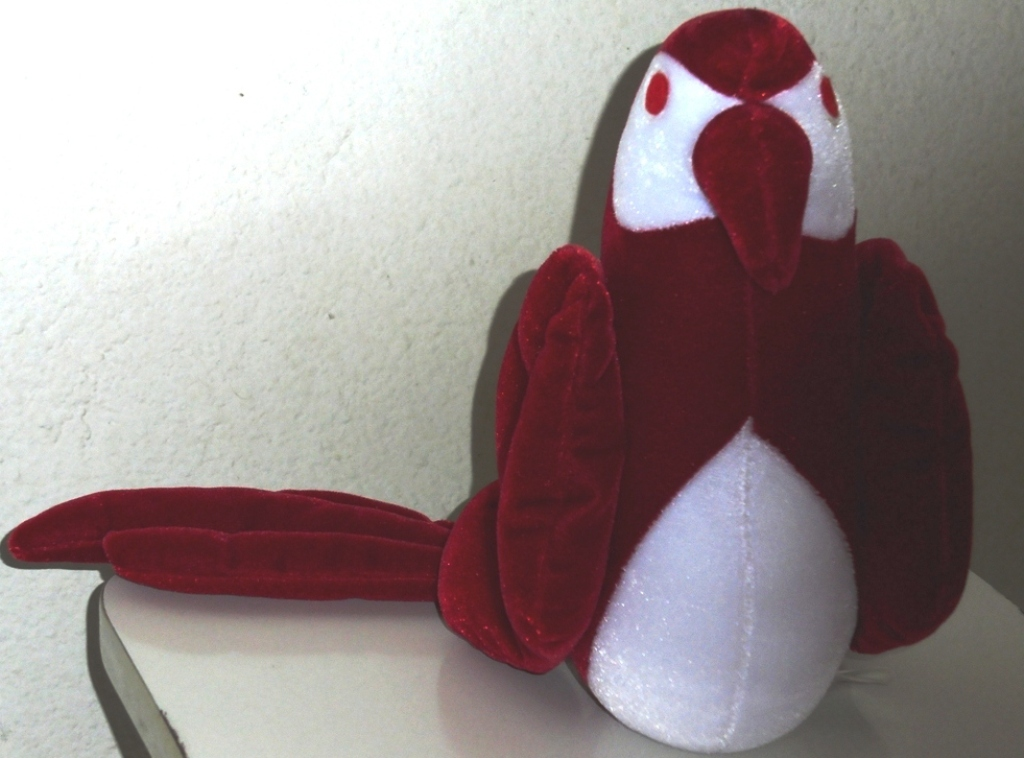
Lembrança oficial do papagaio Ravachol

### Curiosidades e frases
A vida do papagaio foi marcada por um grande número de anedotas ligadas à sua facilidade de expressão e ao seu sarcasmo particular. O mais surpreendente é que o seu domínio da língua estava associado a uma inteligência que lhe permitia manter pequenas conversas. Identificava também algumas situações para aplicar as suas frases, quase sempre em galego, que rapidamente se tornaram populares e foram mais tarde utilizadas na linguagem quotidiana dos habitantes de Pontevedra. Por exemplo, Ravachol podia dizer as palavras ameaçadoras " se collo a vara ... " ( se eu pegar no pau... ) para se dirigir àqueles que o incomodavam. Se ninguém estivesse a tomar conta dos clientes e um cliente entrasse na farmácia, Ravachol gritava "Dom Perfecto há pessoas na loja". Se o cliente tivesse mau aspecto, o papagaio gritava: "Aqui não confiamos em si" . Por outro lado, quando um padre chegava, Ravachol imitava um corvo. Ao presidente do governo espanhol, Eugenio Montero Ríos, e à escritora Emilia Pardo Bazán dedicou insultos que seriam condenados na altura. Outro exemplo da sua inteligência é que por vezes gritava "Don Perfecto a despachar" (Don Perfecto, vai tomar conta dos clientes) e quando o farmacêutico se aproximava dizia "engañeiche! "(Enganei-te! )

## O papagaio Ravachol na cultura popular

### Enterro moderno
Em 1985, um grupo de habitantes de Pontevedra, em colaboração com o comité municipal de festas, decidiu recriar o velório e o enterro do Papagaio Ravachol durante o carnaval da cidade. O sucesso desta primeira recriação foi tal que em poucos anos o enterro do Papagaio Ravachol tornou-se num dos eventos mais populares do carnaval galego. A festa encerra a semana do carnaval em Pontevedra. É costume o Ravachol aparecer na segunda-feira de carnaval com um fato que muda todos os anos, dependendo dos eventos actuais. Inicialmente, o funeral realizava-se na sexta-feira, mas foi transferido para o sábado após a quarta-feira de cinzas para facilitar a participação de milhares de pessoas no cortejo fúnebre.

### Relevância
São muitos os exemplos de reconhecimento a esta figura do carnaval de Pontevedra. Tem sido tema de reportagens televisivas, colunas jornalísticas, estudos históricos e inspiração literária. Tem também a sua própria saeta, rumba, tanguillos e coplas murgueras,  crachá e diversos artigos de merchandising. O papagaio tem um monumento desde 23 de fevereiro de 2006 no mesmo lugar da cidade onde aconteceram as suas façanhas pitorescas. É precisamente ali que a farmácia de Don Perfecto Feijoo, demolida em 1947 para alargar a Rua Michelena, é reconstruída todos os anos e que os famosos encontros são recriados.
O papagaio tem também uma figura dedicada na famosa cerâmica galega de Sargadelos. Os bolos chamados Ravacholitos são também dedicados ao papagaio Ravachol.

## Galeria

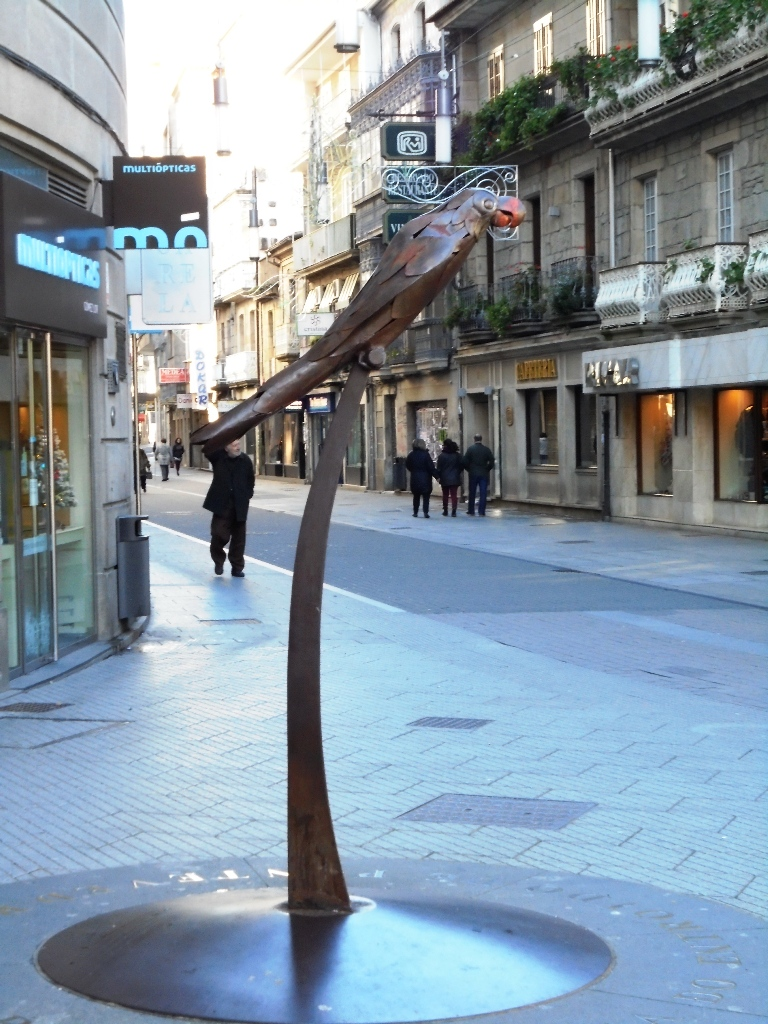
Escultura do papagaio Ravachol no centro da cidade
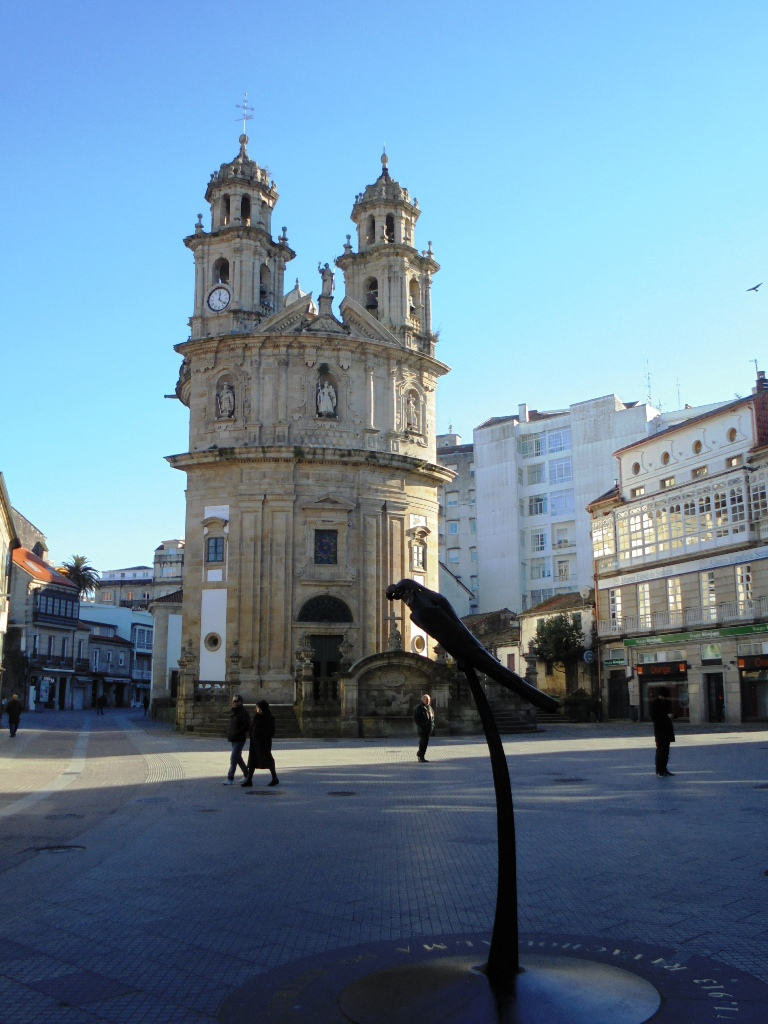
Praça da Virgem Peregrina
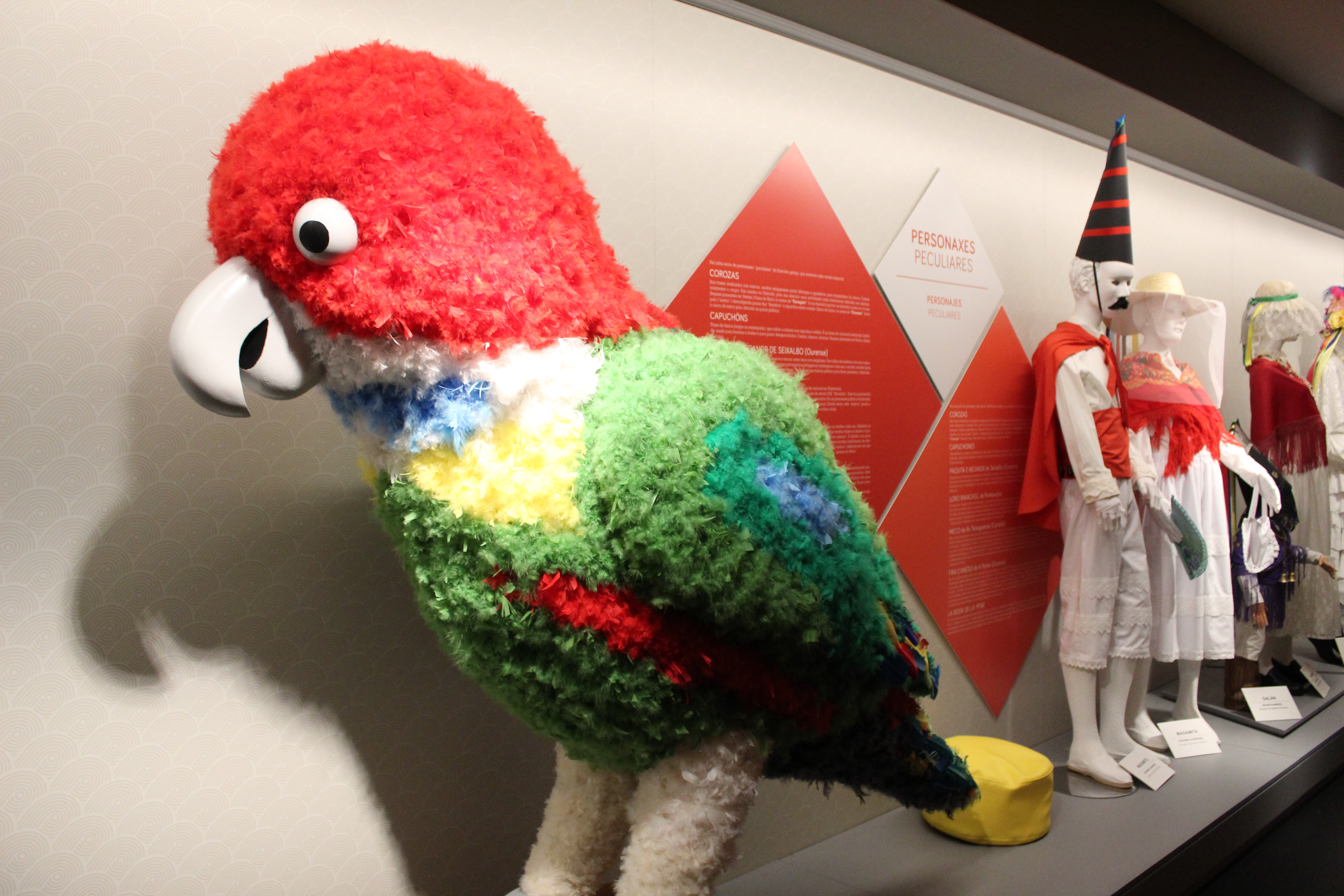
Ravachol no Carnaval 2019
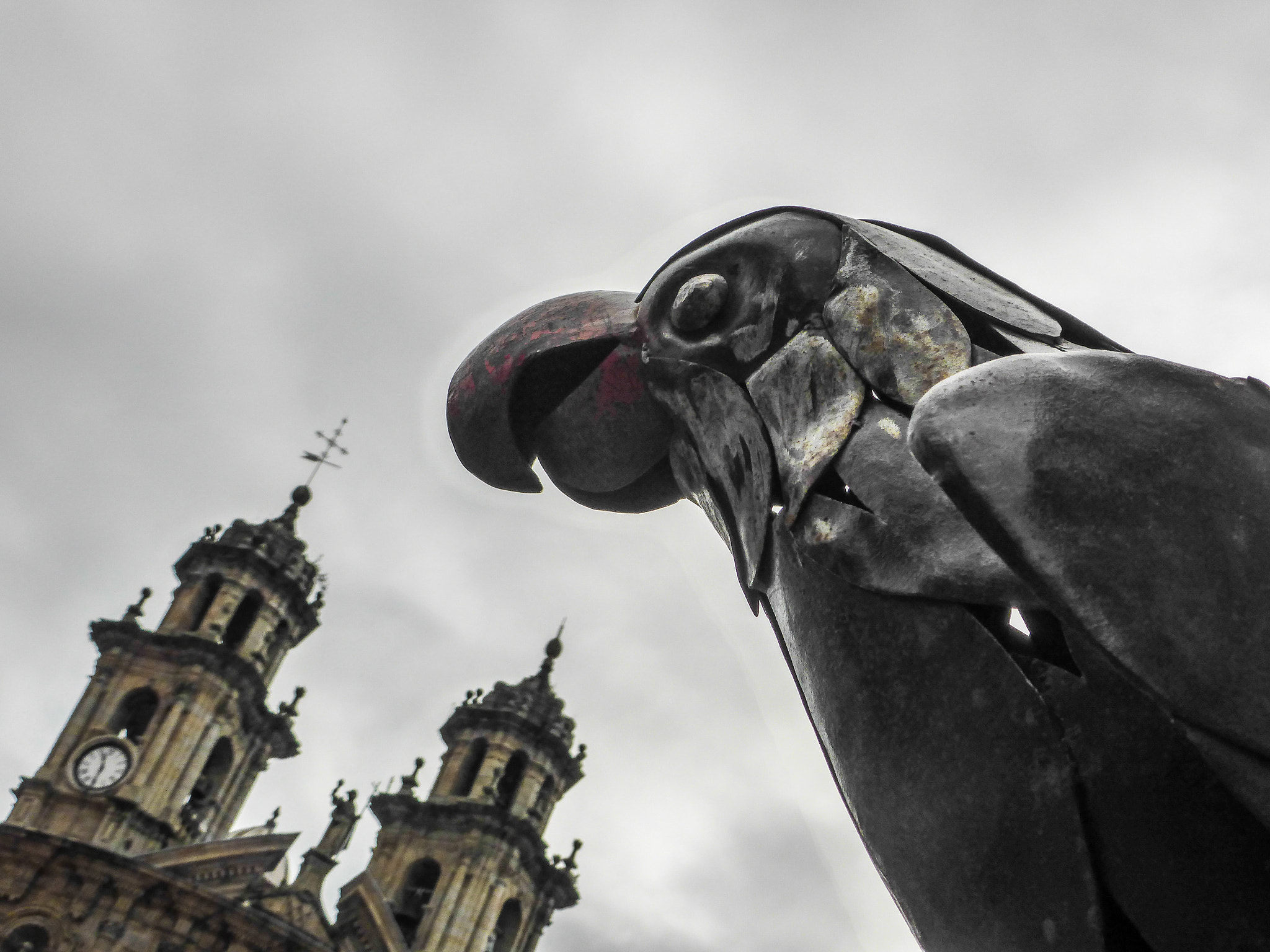
Cabeça do papagaio
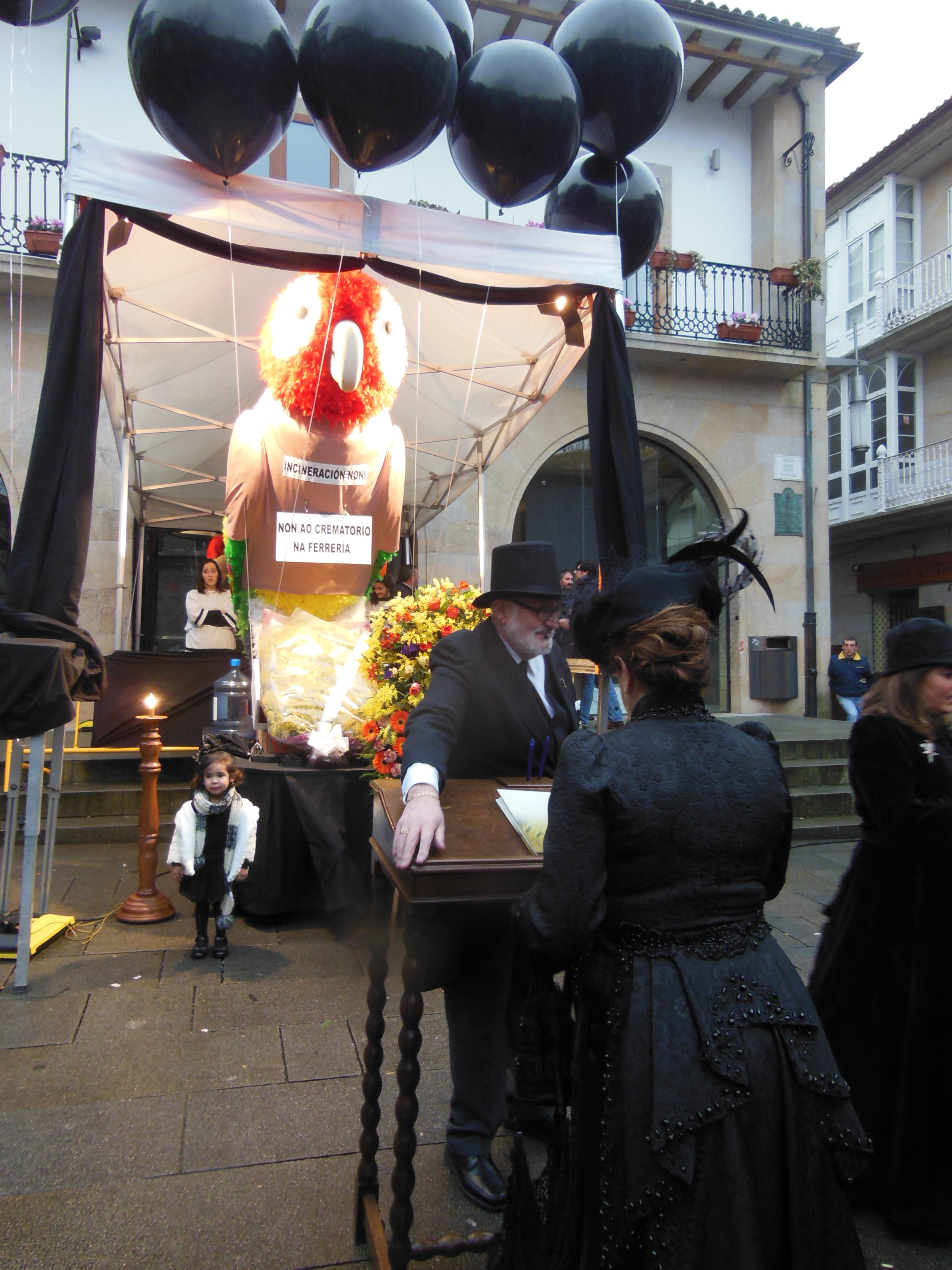
Ravachol em 2015 na Praça da Verdura

### Outros artigos
- Praça da Peregrina
- Rua Michelena